# Pekka Koskela
Pekka Juhani Koskela (Mänttä, 29 de noviembre de 1982) es un deportista finlandés que compitió en patinaje de velocidad sobre hielo.
Ganó dos medallas de bronce en el Campeonato Mundial de Patinaje de Velocidad sobre Hielo en Distancia Individual, en los años 2005 y 2012, y dos medalla de plata en el Campeonato Mundial de Patinaje de Velocidad sobre Hielo en Distancia Corta, en los años 2007 y 2013. Además, obtuvo una medalla de plata en el Campeonato Europeo de Patinaje de Velocidad sobre Hielo en Distancia Individual de 2018.

## Palmarés internacional
| Campeonato Mundial en Distancia Individual | Campeonato Mundial en Distancia Individual | Campeonato Mundial en Distancia Individual | Campeonato Mundial en Distancia Individual |
| Año                                        | Lugar                                      | Medalla                                    | Prueba                                     |
| ------------------------------------------ | ------------------------------------------ | ------------------------------------------ | ------------------------------------------ |
| 2005                                       | Inzell (Alemania)                          | Medalla de bronce                          | 1000 m                                     |
| 2012                                       | Heerenveen (Países Bajos)                  | Medalla de bronce                          | 500 m                                      |
| Campeonato Mundial en Distancia Corta      |                                            |                                            |                                            |
| Año                                        | Lugar                                      | Medalla                                    | Prueba                                     |
| 2007                                       | Hamar (Noruega)                            | Medalla de plata                           | Clasificación general                      |
| 2013                                       | Salt Lake City (Estados Unidos)            | Medalla de plata                           | Clasificación general                      |
| Campeonato Europeo en Distancia Individual |                                            |                                            |                                            |
| Año                                        | Lugar                                      | Medalla                                    | Prueba                                     |
| 2018                                       | Kolomna (Rusia)                            | Medalla de plata                           | Velocidad por equipos                      |